# 波焦贝尔尼

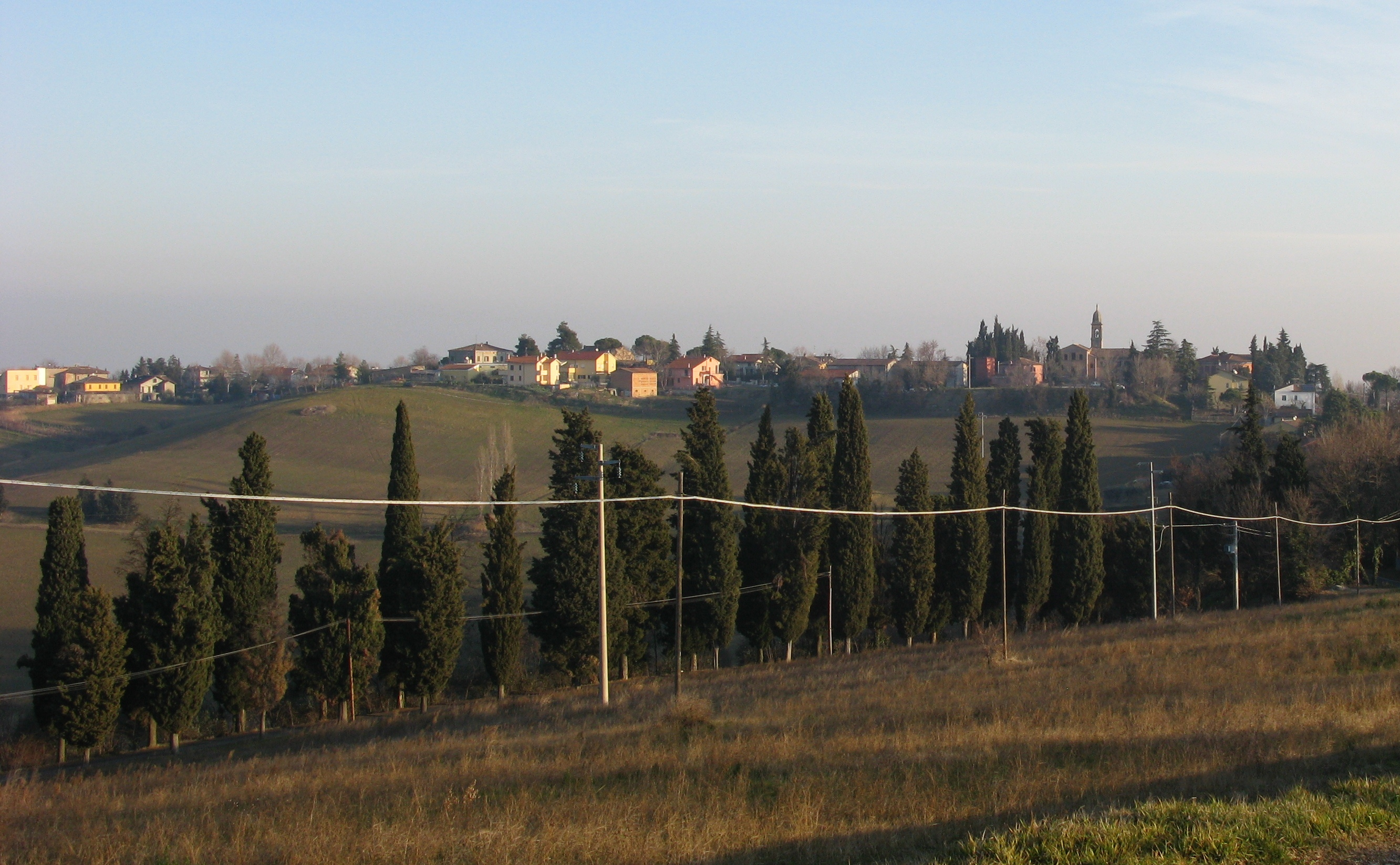
波焦贝尔尼风景

波焦贝尔尼（義大利語：Poggio Berni）是意大利艾米利亚-罗马涅大区里米尼省的一个已废置的市镇。
2014年1月1日，该市镇与托里亚纳合并为新的波焦托里亚纳市镇。